# Olavius nivalis
Olavius nivalis är en ringmaskart som beskrevs av Erséus och Bergfeldt 2007. Olavius nivalis ingår i släktet Olavius och familjen glattmaskar. Inga underarter finns listade i Catalogue of Life.